# 瓜达霍斯河
瓜达霍斯河（西班牙語：Río Guadajoz）是西班牙南部瓜达尔基维尔河的一条左侧支流。

## 历史
瓜达霍斯河在古代被称为萨拉多河。古罗马人认为河水很咸，含有大量盐分，所以把它叫做盐河（Salsum flumen）。